# Жуліо Сезар Пінейро
Жуліо Сезар Пінейро Гарсія (порт.-браз. Julio César Pinheiro García; нар. 22 серпня 1976, Ітапева, Сан-Паулу, Бразилія) — бразильський футболіст, виступав на позиції півзахисника.

## Життєпис
Вихованець молодіжної академії «Гуарані». Дорослу футбольну кар'єру розпочав 1994 року в «Сан-Каетано», а наступного року повернувся до «Гуарані». У 1996 році підписав контракт із мексиканським клубом «Селая». У Прімера Дивізіоні дебютував 18 січня в нічийному (1:1) матчі проти «Веракруса», а 1 лютого відзначився дебютним голом за нову команду у переможному (3:0) матчі проти «Атласу». 
У 1998 році побував в оренді в іспанському «Логроньєсі». Протягом півроку перебування у вище вказаному клубі залишався гравцем основи, а його команда займала місце трохи вище зони вильоту в турнірній таблиці Сегунда Дивізіону.
Взимку 1999 року перейшов до «Крус Асуля», з яким уклав повноцінний договір. Грав за «Сементерос» протягом 4 років, у складі мексиканців став учасником фіналу Кубку Лібертадорес 2001, проти «Бока Хуніорс». У команді був одним з провідних футболістів. Зіграв у 154 матчах за «Крус Асуль», в яких відзначився 29-ма голами. У першому сезоні (зима 1999) він посів друге місце в чемпіонаті Мексиці.
Влітку 2003 року Пінейро, який більше не виходив у стартовому складі «Крус Асуля», перейшов в іспанський клуб «Осасуни», який очолював мексиканець Хав'єр Агірре. Дебютував у Прімера Дивізіоні 14 вересня в переможному (1:0) матчі проти «Атлетіко» (Мадрид) й отримав другу жовту і, як наслідок, червону картку на 89-й хвилині матчу. У клубі з Памплони провів півроку, зіграв у 6-ти матчах чемпіонату, але у 5-ти з них вийшов на заміну.
У 2004 році «Атлас» повернув його до Мексики. Однак у 2005 році Жуліо повернувся на батьківщину, щоб грати за «Понте Прету» з міста Кампінас, принципового суперника його колишнього клубу «Гуарані». Того ж року повернувся до Мексики, але цього разу грав за «Монтеррей». Провів у команді шість місяців і, де залишався основним гравцем, посів друге місце в національному чемпіонаті в Апертурі 2005.
Наприкінці кар'єри нетривалий період часу виступав за «УНАМ Пумас», але в команді основним гравцем не став і виходив на поле, здебільшого, з лави запасних. Влітку 2008 року працевлаштувався в японському клубі «Кіото Санґа». Однак незабаром через травму вибув на тривалий проміжок часу, а його команда понизилася в класі. Залишив команду після закінчення сезону. Завершив кар’єру у 31-річному віці в клубі «Сертаожиньйо», який виступав у Лізі Пауліста.

## Статистика виступів
| Клубні виступи | Клубні виступи | Клубні виступи   | Ліга  | Ліга |
| Сезон          | Клуб           | Ліга             | Матчі | Голи |
| Мексика        | Мексика        | Мексика          | Ліга  | Ліга |
| -------------- | -------------- | ---------------- | ----- | ---- |
| 1996/97        | «Селая»        | Прімера Дивізіон | 16    | 3    |
| 1997/98        | «Селая»        | Прімера Дивізіон | 17    | 1    |
| Іспанія        | Іспанія        | Іспанія          | Ліга  | Ліга |
| 1997/98        | «Логроньєс»    | Сегунда Дивізіон | 16    | 0    |
| Мексика        | Мексика        | Мексика          | Ліга  | Ліга |
| 1998/99        | «Селая»        | Прімера Дивізіон | 32    | 3    |
| 1999/00        | «Селая»        | Прімера Дивізіон | 39    | 6    |
| 2000/01        | «Крус Асуль»   | Прімера Дивізіон | 34    | 9    |
| 2001/02        | «Крус Асуль»   | Прімера Дивізіон | 37    | 9    |
| 2002/03        | «Крус Асуль»   | Прімера Дивізіон | 23    | 3    |
| Іспанія        | Іспанія        | Іспанія          | Ліга  | Ліга |
| 2003/04        | «Осасуна»      | Ла-Ліга          | 6     | 0    |
| Мексика        | Мексика        | Мексика          | Ліга  | Ліга |
| 2003/04        | «Атлас»        | Прімера Дивізіон | 12    | 2    |
| Бразилія       | Бразилія       | Бразилія         | Ліга  | Ліга |
| 2005           | «Понте-Прета»  | Серія A          | 0     | 0    |
| Мексика        | Мексика        | Мексика          | Ліга  | Ліга |
| 2005/06        | «Монтеррей»    | Прімера Дивізіон | 22    | 0    |
| 2005/06        | «УНАМ Пумас»   | Прімера Дивізіон | 11    | 0    |
| Японія         | Японія         | Японія           | Ліга  | Ліга |
| 2006           | «Кіото Санґа»  | Джей-ліга 1      | 5     | 0    |
| Країна         | Мексика        | Мексика          | 243   | 36   |
| Країна         | Іспанія        | Іспанія          | 22    | 0    |
| Країна         | Бразилія       | Бразилія         | 0     | 0    |
| Країна         | Японія         | Японія           | 5     | 0    |
| Загалом        | Загалом        | Загалом          | 270   | 36   |